# Devin Robinson
Devin Robinson, né le 7 mars 1995, à Chesterfield, en Virginie, est un joueur américain de basket-ball. Il évolue au poste d'ailier.